# Ummendorf (Pürgen)
Ummendorf ist ein Ortsteil der Gemeinde Pürgen im oberbayerischen Landkreis Landsberg am Lech.

## Geografie
Das Kirchdorf Ummendorf liegt circa zwei Kilometer westlich von Pürgen auf einer von Norden nach Süden verlaufenden Abdachung des Ammerseegletschers.

## Geschichte
Ummendorf wurde bereits im Jahr 740 erstmals erwähnt. Der Name des Ortes leitet sich wohl von dem Personennamen Ummo ab.
Im Jahr 1450 werden in Ummendorf 12 Hofstellen erwähnt. Je zwei Anwesen sind dem Hl. Geist Spital Landsberg und dem Kloster Altomünster und je ein Anwesen der Pfarre Landsberg, dem Kloster Wessobrunn, der Kirche Spötting und dem Kurfürstlichen Lehnshof München grundbar.
Im Zuge der Gemeindeedikte entstand 1818 die Gemeinde Ummendorf im Landgericht Landsberg.
Das Kirchdorf war bis zur Eingemeindung nach Pürgen am 1. Juli 1971 eine eigenständige Gemeinde.

## Sehenswürdigkeiten
In Ummendorf befindet sich die katholische Filialkirche St. Michael, ein im Kern gotischer Bau aus dem späten 14. Jahrhundert, der 1698 barockisiert wurde.
Siehe auch: Liste der Baudenkmäler in Ummendorf

## Bodendenkmäler
Siehe: Liste der Bodendenkmäler in Pürgen